# Buttafuori (serie televisiva)
Buttafuori è una sitcom italiana che è stata trasmessa in prima visione TV nell'estate del 2006 su Rai 3.

## Descrizione
Prodotta dalla Wilder per il Nucleo produttivo satira di Raitre, di questa serie è stata realizzata una sola stagione, composta da 8 puntate di 30 minuti ciascuna, le quali sono state trasmesse in prima tv per 8 venerdì dalle ore 20.30 alle ore 21.00, fascia oraria che in quel periodo, dal lunedì al giovedì, era occupata dalla prima stagione di Un posto al sole d'estate.
I protagonisti sono una coppia di buttafuori che lavorano alla discoteca "Ufo", interpretati da Valerio Mastandrea (Cianca) e Marco Giallini (Sergio, si fa chiamare Sergej). Lo spazio antistante la porta di ingresso della discoteca è l'unica scenografia di questa serie, realizzata con la tecnica del "piano sequenza", cioè con scene girate con la camera in movimento montata su un dolly e in un'unica ripresa.
In questa sit-com i dialoghi dei due protagonisti sono spesso surreali e carichi di sarcasmo, comunque mai banali, e talvolta di una notevole profondità.

## Cast artistico
- Protagonisti: Valerio Mastandrea, Marco Giallini
- Altri interpreti: Chiara Gensini, Balmus Zamfir Narcisse, Orlando Orfeo, Valerio Aprea, Luca Amorosino, Augusto Fornari